# 12659 Schlegel
A 12659 Schlegel (ideiglenes jelöléssel 1973 UR5) a Naprendszer kisbolygóövében található aszteroida. Freimut Börngen fedezte fel 1973. október 27-én.
Nevét a Schlegel-testvérekről, August Wilhelm Schlegel (1767 – 1845) és Friedrich von Schlegel (1772 – 1829) után kapta.